# مرادآباد (مقاطعة دلفان)
مرادآباد (بالفارسية: مرادآباد) هي قرية تقع في قسم خاوة الجنوبي الريفي (مقاطعة دلفان) في إيران. يقدر عدد سكانها بـ 62 نسمة .